# Grupo Desportivo Tabuense
O Grupo Desportivo Tabuense, é um clube português da vila de Tábua, distrito de Coimbra, conhecido como Tabuense. O clube foi fundado em 1935 e o seu atual presidente chama-se Francisco.

## Ligas
- 1935-2003 - Diversos campeonatos da AFC e Campeonatos Nacionais -- 3.ª Divisão da FPF

- 2003-2004 - Divisão de Honra da Associação de Futebol de Coimbra.
- 2004-2005 - Divisão de Honra da Associação de Futebol de Coimbra.
- 2005-2006 - Divisão de Honra da Associação de Futebol de Coimbra.
- 2006-2007 - Divisão de Honra da Associação de Futebol de Coimbra.
- 2007-2008 - Divisão de Honra da Associação de Futebol de Coimbra.
- 2008-2009 - Divisão de Honra da Associação de Futebol de Coimbra.
- 2009-2010 - Divisão de Honra da Associação de Futebol de Coimbra.

## Estádio
Estádio Municipal de Tábua (3 500 espectadores)
Parque Desportivo Doutor António Oliveira e Costa Junior (500 espectadores)